# Tricia Smith
Patricia Catherine M. "Tricia" Smith (ur. 14 kwietnia 1957 w Vancouver) – kanadyjska wioślarka, srebrna medalistka olimpijska i wielokrotna medalistka mistrzostw świata.

## Kariera
Wystąpiła na igrzyskach olimpijskich w Montrealu w 1976, zajmując piąte miejsce w dwójkach bez sternika. Nie wystartowała na igrzyskach olimpijskich w Moskwie w 1980 z uwagi na bojkot tych zawodów przez Kanadę. Brała za to udział w igrzyskach olimpijskich w Los Angeles w 1984, gdzie wspólnie z Betty Craig wywalczyła srebrny medal w dwójkach bez sternika. O 3,46 sekundy przegrały tam z osadą Rumunii, a o 4,44 sekundy wyprzedziły reprezentantki RFN. Wystąpiła również na igrzyskach olimpijskich w Seulu w 1988, gdzie w czwórkach ze sternikiem była siódma.
Na mistrzostwach świata w Amsterdamie (1977) zdobyła brązowy medal w ósemkach, powtarzając ten wynik na mistrzostwach świata w Cambridge (1978). Następnie zdobyła srebro w dwójkach bez sternika na mistrzostwach świata w Monachium (1981) oraz brąz na mistrzostwach świata w Lucernie (1982) i mistrzostwach świata w Duisburgu (1983). Ponadto zajmowała trzecie miejsce w czwórkach ze sternikiem na mistrzostwach świata w Hazewinkel (1985) i mistrzostwach świata w Nottingham (1986).
Zdobyła również złoty medal w czwórkach ze sternikiem na igrzyskach Wspólnoty Narodów w Edynburgu w 1986.
Ukończyła studia na Uniwersytecie Kolumbii Brytyjskiej na kierunkach: stosunki międzynarodowe w 1981 oraz prawo w 1985. Praktykę prawniczą rozpoczęła w 1986. W latach 80' została działaczką sportową jako członkini Kanadyjskiego Komitetu Olimpijskiego. W kolejnych latach zasiadała we władzach Międzynarodowej Federacji Wioślarskiej (FISA), w 2012 zostając jej wiceprezydentem. Od 2015 jest prezydentem Kanadyjskiego Komitetu Olimpijskiego, a od 2016 jest również członkiem Międzynarodowego Komitetu Olimpijskiego.
W 2010 otrzymała Order Kanady, a w 2012 Order Kolumbii Brytyjskiej